# Soufrière (dystrykt)

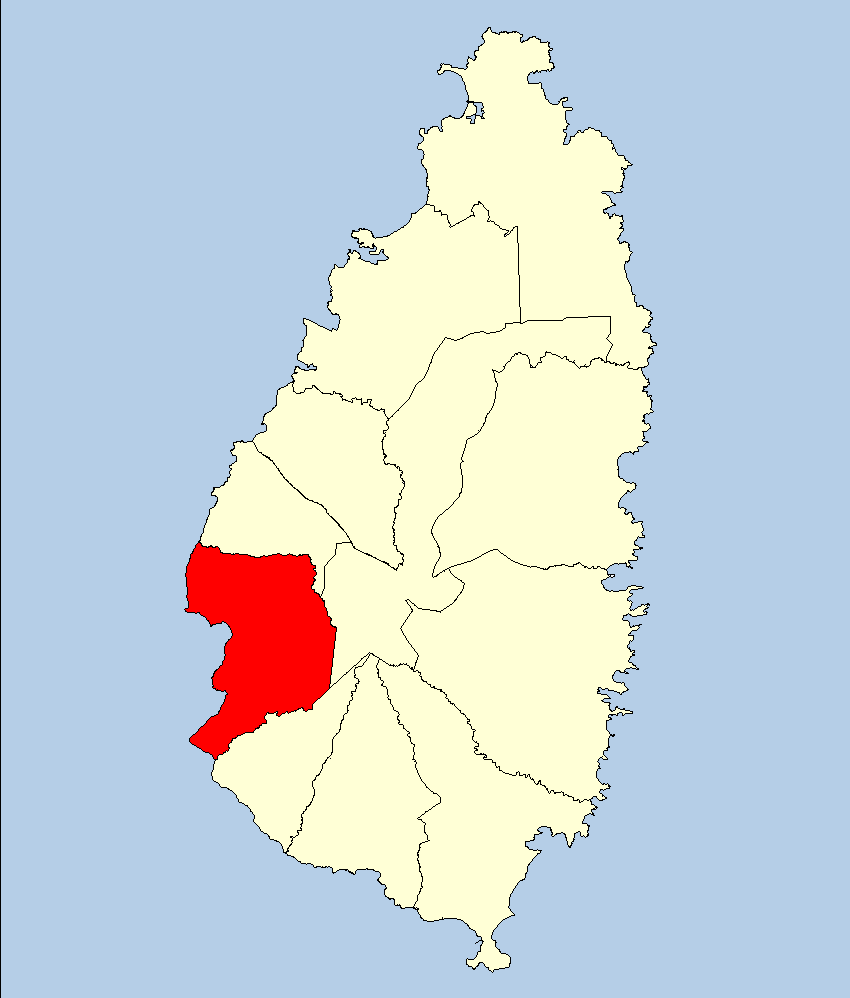
Dystrykt Soufrière

Soufrière – jeden z 11 dystryktów w Saint Lucia, zajmuje powierzchnię 51 km². Liczba ludności to 7328, a gęstość zaludnienia wynosi 143,7 osób/km². Stolicą dystryktu jest Soufrière.

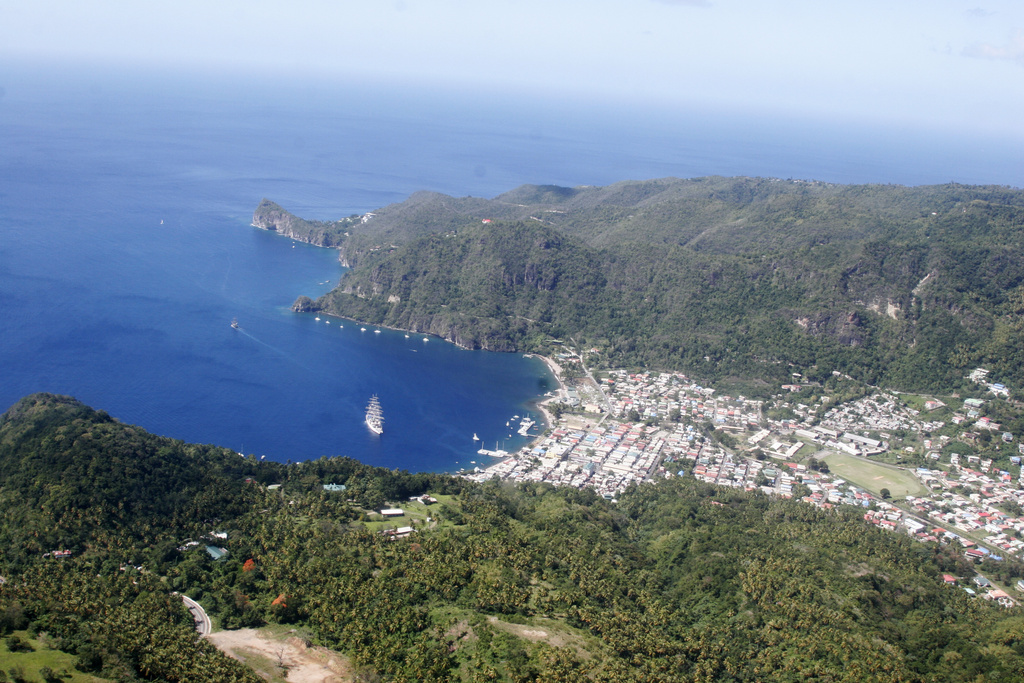
Plaża w Soufrière

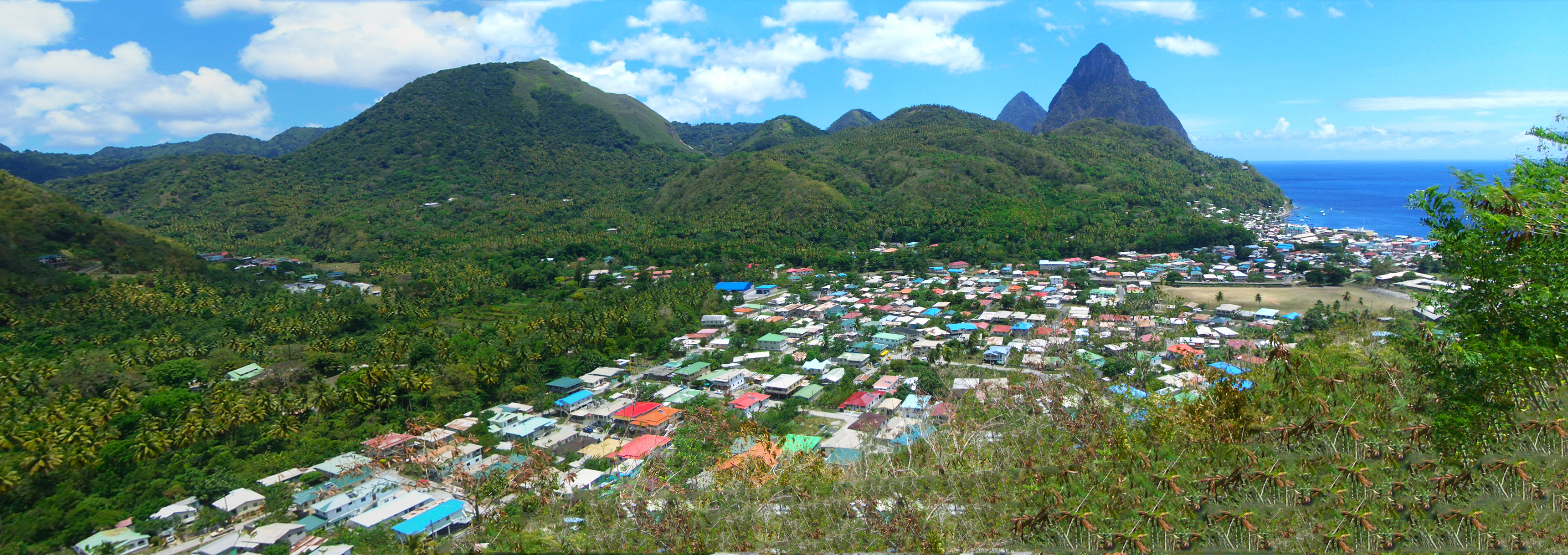
Soufrière